# 小行星27952
小行星27952（27952 Atapuerca）是一颗绕太阳运转的小行星，为主小行星带小行星。该小行星于1997年8月11日发现。

## 轨道参数
小行星27952的轨道半长轴为2.3777383 UA，离心率为0.085。